# Тасиро, Канъитиро
Канъитиро Тасиро (яп. 田代 皖一郎 Тасиро Канъитиро:, 1 октября 1881 — 16 июля 1937) — генерал-лейтенант императорской армии Японии.

### Карьера
Канъитиро Тасиро родился в 1881 году в префектуре Сага. В 1903 году он закончил Рикугун сикан гакко, в 1913 — Рикугун дайгакко. В 1921 году входил в состав японской делегации на Вашингтонской конференции, по возвращении в Японию занимал различные посты в Генеральном штаб. В 1924 году получил звание полковника и стал командиром 30-го пехотного полка.
В 1926 году Тасиро стал начальником 5-го отдела (Азия) 2-го бюро (разведка) Генерального штаба. В 1930 году был произведён в генерал-майоры и стал командиром 27-й пехотной бригады.
В 1932 году, во время инцидента 28 января, Тасиро был начальником штаба Шанхайской экспедиционной армии. В 1933—1934 годах он возглавлял военную жандармерию «Кэмпэйтай» в Квантунской армии.
В 1935 году Тасиро вернулся из полиции в армию, и в 1935—1936 был командиром 11-й дивизии, в 1936—1937 командовал Гарнизонной армией в Китае, приняв участие в начальной фазе инцидента на Лугоуцяо.

### Гарнизонная армия в Китае иинцидент у моста Лугоуцяо(1937 г.)
После подавления Боксерского восстания (1899-1901) Япония, в соответствии с условиями заключенных соглашений, получила право на размещение ограниченного контингента своих вооруженных сил в стратегически важных районах Пекина и Тяньцзиня. Этот контингент, известный как “Гарнизонная армия в Китае” (支那駐屯軍, Shina Chūtongun), был создан для защиты японских интересов и поддержания стабильности в регионе.

### Инцидент у моста Лугоуцяо (Мост Марко Поло) 7 июля 1937 года
Конфликт у моста Лугоуцяо, впоследствии ставший катализатором полномасштабной японо-китайской войны, представлял собой локальное столкновение между подразделениями гарнизонной армии и подразделениями китайских вооруженных сил. Со стороны Японии в инциденте были задействованы силы, входившие в состав гарнизонной армии, находившейся под командованием генерал-лейтенанта Тасиро Канъитиро (田代 皖一郎) и начальника штаба генерал-майора Нагахаси Хонгун (長橋 弘貫).
Согласно японской версии событий, в ночь на 7 июля 1937 года, во время проведения учений в районе учебного лагеря к северу от моста Лугоуцяо, подразделение японских войск подверглось обстрелу со стороны китайских сил, что спровоцировало ответный огонь и переросло в перестрелку. Обстоятельства начала конфликта и вопрос о его инициаторе остаются предметом исторических споров, однако, данное событие стало отправной точкой для эскалации напряженности между Японией и Китаем.

### Политический контекст
Необходимо отметить, что инцидент у моста Лугоуцяо произошел в условиях усиления влияния военных кругов в японской политике. 4 июня 1937 года в Японии был сформирован первый кабинет министров во главе с принцем Коноэ Фумимаро (近衞 文麿).
Принятие закона, предусматривающего назначение на пост военного министра только действующего военнослужащего, а также другие факторы, свидетельствовали о растущем влиянии армейского командования и милитаристских настроений в обществе. Таким образом, конфликт у моста Лугоуцяо произошел в условиях, когда японское правительство и военное руководство были готовы к жестким действиям, что во многом способствовало перерастанию локального инцидента в полномасштабную войну. 
- Боксерское восстание (1899-1901): Антииностранное восстание в Китае, подавленное объединенными силами европейских держав, США и Японии.
- Гарнизонная армия в Китае (支那駐屯軍, Shina Chūtongun): Японский военный контингент, размещенный в Китае на основании соглашений, заключенных после Боксерского восстания.
- Инцидент у моста Лугоуцяо (盧溝橋事件, Rokōkyō Jiken): Локальное столкновение между японскими и китайскими войсками, послужившее началом японо-китайской войны 1937-1945 гг.
- Кабинет Коноэ (近衛内閣, Konoe Naikaku): Первый кабинет министров под руководством принца Коноэ Фумимаро, сформированный в 1937 году.
- Милитаризм: Политическая идеология, ставящая во главу угла военную мощь и применение силы для достижения политических целей.

Был госпитализирован из-за проблем с сердцем и умер в госпитале в Тяньцзине 16 июля 1937 года.